# ألبرتو مانويل كامبوس
ألبرتو مانويل كامبوس (بالإسبانية: Alberto Manuel Campos)‏ هو سياسي أرجنتيني، ولد في 1919، وتوفي في 17 ديسمبر 1975. حزبياً، نشط في الحزب العدلي.